# Police Quest III: The Kindred
Pour les articles homonymes, voir Kindred.
Police Quest III: The Kindred est un jeu d'aventure, produit par Jim Walls pour Sierra Entertainment et sorti en 1991. Il s'agit de la suite directe de Police Quest II: The Vengeance et fait partie de la saga Police Quest.

## Histoire
Depuis les précédents événements survenus dans Police Quest II: The Vengeance, Sonny et Marie se sont mariés et Sonny a été promu au rang de Sergent. La ville de Lytton a grossi et son taux de criminalité est en hausse. Marie se fait poignarder au tout début du jeu et Sonny est mis sur l'affaire.

## Accueil
| Police Quest III: The Kindred |    |     |
| Dragon Magazine               | US | 2/5 |